# 浅見レナ
浅見 レナ（あさみ レナ、2000年1月16日 - ）は、日本のAV女優。ジールグループ所属。

## 略歴・人物
2020年3月、着エロメーカー・バグースから「ハックツ美少女 Revolution」でデビュー。同年8月、kawaii*から「脱いだら乳首びんびん!感度抜群ムッチリ健康ボディ現役着エロアイドル浅見レナAVデビュー」でAVデビュー。所属事務所は、ジールグループ。
AVデビュー当時から、企画単体女優として活動。
趣味はアニメ鑑賞、特技はバレーボール。

## 作品
無印:単体作品、○:複数人数による共演作品、○出演者:2から3人の共演作品、●出演者:2から3人の共演を含めたオムニバス作品、□:オムニバス作品、□出演者:出演者が3人までのオムニバス作品

### 2020年
- 脱いだら乳首びんびん!感度抜群ムッチリ健康ボディ現役着エロアイドル浅見レナAVデビュー(8月25日、kawaii*)
- 尻貴族(9月26日、HMJM)□樋口みつは
- 顔出しMM号 女子大生限定 ザ・マジックミラー 素人娘が初めての潮吹き直後にデカチン挿入! 3 恥じらいながらも人前でイキ潮を吹いてしまったJDオマ○コは戸惑う間もなくデカチン激ピストンで連続絶頂! イキ漏らしが止まらない!! in池袋(10月7日、ディープス)
- リアル素人縁結び企画 憧れの同僚社員とデキるかな? お節介すぎるほどお世話します! 二人っきりにさせて生盗撮10(10月10日、ホットエンターテイメント)
- デカ勃起乳首のエロ体育学生ハルちゃん(11月15日、メガハーツ)
- 淫Mバレーボール選手(11月25日、豊彦)
- 三ツ星しろうと即ハメ面接2 話を聞きに来ただけなのに…あっという間に挿入されてました(12月7日、桃太郎映像出版)
- ピタピタむちむちテカテカむれむれ!近親相姦ボディスーツママ(12月19日、VENUS)
- デカ尻素人女子大生がむっちり巨尻肉弾ピストンで足腰ガクガク! 肉肉しいケツを鷲掴み・尻穴鑑賞ペロペロ舐めつくし・デカ尻素股で高速ケツ振り・ケツ肉おっぴろげイっても止めない高速ピストンで悶絶痙攣絶頂! (12月25日、赤面女子)

### 2021年
- 本物全裸素人 局部パーツ限界接写ファイル2(1月15日、S級素人)
- 「社内のバイト女子にセクハラしていたら…エロい顔して援助交際を申し込まれた! (2月11日、SOSORU×GARCON)
- 完全主観 妹系メイド出張デリヘル パイパン中出しオプション付き3(2月12日、バズーカ)
- ノーパンノーブラの無防備な格好でゴミ出ししている人妻が童貞の僕の視線に気づいたのかわざと胸&マ●コをチラつかせてくる! チラつかせてくるだけでなくまさかの「興奮した…? もっと見たい…?」と誘惑してきて…3(2月12日、SCOOP)□篠田ゆう、愛花みちる
- 疲れて先に寝てしまった父に必死にフェラしているヤル気満々の義母の突き出しフェラ尻に我慢できず勃起即挿入してしまったボク。ボクの父が再婚して…(2月19日、Hunter)
- 素人ナンパでセンズリ鑑賞10 見るだけでいいんです! だからちょっと僕のチ●ポ見てもらえませんか? (2月19日、かぐや姫Pt/妄想族)
- 『もうヤメテ!イキ過ぎておかしくなりそう!』ピタパン義妹の突き出し神尻に我慢できなくて…バックから生挿入!からのハードピストン墜ち!…(3月7日、Hunter)
- 素人娘の全裸図鑑16 今時の女の子13名が恥らいながら脱衣していく様子をじっくり撮影した、変態紳士のためのヘアヌードコレクション(3月7日、かぐや姫Pt/妄想族)
- 男はボク1人の学校の大掃除はパンチラ天国!見渡せば視界に広がる無数のパンチラに大興奮!去年まで女子校だった学校に編入したら男はボク1人! (5月7日、Hunter)
- なかよし素人娘2人組とねっとりベロチューしながら焦らし手コキ4 12人(5月7日、かぐや姫Pt/妄想族)●川口あんり
- 史上最高レベルにかわいい素人10名完全撮り下ろし永久保存版! 奥までズッポリ絶倫ピストンディルドオナニー 8(5月13日、S級素人)
- 顔出し解禁!! マジックミラー便 都内有数の名門大学に通う高学歴女子大生 生まれて初めての素股編 vol.10 10人全員SEXスペシャル!!ギンギンに勃起したデカチンを素人娘が赤面まんコキ!恥ずかしさと気持ちよさで濡れ出したオマ○コにヌルっと挿入!(5月19日、ディープス)
- 勃起乳首ビンビンデカ尻女子校生は僕達の性欲処理肉便器 アイドル顔のご奉仕娘はでかチ○ポ丸呑みイラマで興奮しちゃう変態女子校生! コリッコリのデカ乳首をビンビンにおっ起たせてイキ狂い(6月7日、デジタルアーク)
- 角オナニー 擦り付けたら止まらない4 13人(6月7日、かぐや姫Pt/妄想族)□
- 「触って慣れてみる?」些細なことで勃起してしまい普通に生活できないボクを心配した女子（家庭教師、義姉、幼馴染…）と過勃起克服訓練していたら…(6月19日、Hunter)
- 奴隷式イラマチオ家政婦(6月25日、えむっ娘ラボ)
- 『お兄ちゃん起きちゃったの?』ボクの初体験はまさかの妹…。大切にしていた童貞が…寝ている間に変態妹に奪われてしまった…。しかも中出しまで…(8月7日、Hunter)
- 美畜秘書の系譜 満点くびれ腰派閥の生贄 浅見レナ(8月19日、シネマジック)
- 首輪犬M奴飼育 卑猥牝尻イラマチオ嗚咽調教(9月28日、REAL)

### 配信先行・特化型サイト
- れな(12月24日、俺の素人)
- 【新人グラドルGET】れな19歳 着エロ出身今年デビューしたて、業界に染まる前の真っ白ナイスボディをエグイピストンでハメ堕としてきましたW(12月28日、令和美少女 ゼロ号機)

- 美人歯科衛生士を性感マッサージでとことんイカせてみた(1月10日、パラダイスTV)
- れな 最高すぎる美尻 エロいし可愛い!(1月30日、しろうとあぁん!/Girl's Blue)
- レナちゃん 2(2月11日、俺の素人)
- イマドキ女子の円交(パパ活)事情! れな(2月14日、しろうとあぁん!/Girl's Blue)
- 無垢な制服女子を緊縛し…SEXでイカせろ! #玲奈 #18歳 (3月1日、HAPPY FISH)

### VR
- 史上最強の神デカ美尻＆高速ピストン!!神がかり的なデカ美尻の義姉は超エッチでとにかくボクの事がなぜか大好き!!いつもいつもボクの部屋に遊びに来てはすぐにエッチを求めてきます!!しかも大きいお尻で何度も何度も激しく突いてくるからもう我慢できません…(11月17日、Hunter)

### イメージビデオ
- ハックツ美少女 Revolution 浅見レナ(2020年3月19日、BAGUS)

## 出演

### WEB配信
- 240分テレビエロは地球を救う2020 - 人気セクシー女優がチャリティーオークションでパンティ大放出!(2020年12月3日、パラダイスTV)[5]
- スキモノラボ「スキモノラボ13号店OPEN!!年内最終SP」(2021年1月1日、パラダイスTV)[6]

### 雑誌
- マニア倶楽部2020年11月(2020年9月26日、三和出版) - 表紙[7]